# 張一博
張　一博（ちゃん　かずひろ、1985年7月5日 - ）は、中国、上海出身の日本の卓球選手。
Tリーグの琉球アスティーダで監督を務めていた。妻は福原愛のコーチ張莉梓。

## 経歴
高校生の頃、来日。青森山田高校卒業、青森短期大学卒業。2008年8月27日に日本国籍を取得。
ITTFプロツアーデビューは2008年9月11〜14日、上海で行われたPanasonic中国オープン。2009年12月24日に行われた第50回世界卓球選手権団体戦日本代表選手選考会で優勝し男子日本代表に内定しメンバーとなった。
平成19年度日本リーグで前・後期ともに最高殊勲選手賞を受賞、平成20年度日本リーグ（前期）で優秀選手賞を受賞している。
2018年に東京アートを退社し、Tリーグの琉球アスティーダに選手兼コーチとして加入し、4試合に出場した。
2019-20シーズンからは監督に就任し、選手登録から外れた。
2020-21シーズンにはプレーオフで木下マイスター東京を下し、初優勝を飾った。
2021年、琉球の監督と並行して男子ナショナルチームコーチに就任した。
2024-25シーズンをもって琉球アスティーダの監督を退任。

## プレースタイル
常に前陣を守り、両ハンドでの鋭いカウンターやブロックを中心に戦うリスキーな選手。下がってプレーすることは少なめだが、ラリー戦にも強い。2010年のUAEワールドチームカップクラシックでは、世界ランク1位の馬龍に勝利した。

## 主な戦歴
- 2003年8月　第72回全国高校卓球選手権大会シングルス 3位
- 2004年8月　第73回全国高校卓球選手権大会シングルス 2位（優勝は岸川聖也）
- 2005年12月　第2回全日本学生選抜卓球選手権大会優勝
- 2006年12月　第3回全日本学生選抜卓球選手権大会優勝
- 2007年11月　第41回全日本社会人卓球選手権大会ダブルス（大森隆弘）優勝
- 2007年3月 第59回東京卓球選手権大会ダブルス（森田有城）優勝
- 2008年3月　第60回東京卓球選手権シングルス優勝、ダブルス（大森隆弘）3位
- 2008年5月　シチズンカップ第17回日本卓球リーグビッグトーナメント　ベスト8
- 2008年9月　ITTFプロツアーパナソニック中国オープンダブルス（松平賢二）3位
- 2009年3月　第61回東京卓球選手権大会シングルス2位、ダブルス（大森隆弘）3位
- 2010年1月　全日本卓球選手権大会一般男子シングルス　準優勝
- 2010年3月  第62回東京卓球選手権大会 シングルス優勝、ダブルス（韓陽）優勝
- 2010年10月　第44回全日本社会人卓球選手権大会 シングルス優勝、ダブルス（韓陽）優勝
- 2011年11月　第45回全日本社会人卓球選手権大会  シングルス優勝
- 2013年1月　全日本卓球選手権大会 一般混合ダブルス（森薗美咲）　優勝
- 2015年1月　全日本卓球選手権大会 一般男子シングルス　準優勝